# Rough Boy
Rough Boy è un singolo del gruppo musicale statunitense ZZ Top, pubblicato nel 1986 ed estratto dall'album Afterburner.

## Tracce
- 7"

1. Rough Boy – 3:45
2. Delirious – 3:41

## Formazione
- Billy Gibbons – chitarra, voce
- Dusty Hill – basso, cori
- Frank Beard – batteria, cori